# 빅토리아 (영국)
빅토리아 여왕(영어: Victoria, 1819년 5월 24일~1901년 1월 22일)는 그레이트브리튼 아일랜드 연합 왕국의 여왕(1837~1901)이다. 켄트와 스트래선 공작 에드워드와 빅토리아 폰 작센코부르크잘펠트 공녀의 외동딸이다. 전 영국 여왕 엘리자베스 2세의 고조모이자 현 영국 국왕 찰스 3세의 현조모이다.

## 개요
본명은 알렉산드리나 빅토리아(Alexandrina Victoria)이고, 정식 칭호는 ‘HRH Alexandrina Victoria Hanover von Witten and Saxe-Coburg and Goetha, Dei Gratia Queen of All Britons, Defender Of The Faith, and Empress of India’이다.
1837년, 큰아버지 윌리엄 4세가 서거하자 그 뒤를 이어 즉위하였다. 하노버 왕가는 여성의 상속권을 인정하지 않았기 때문에, 조지 1세 때부터 계속된 영국과 하노버의 동군 연합 관계는 그녀의 즉위와 함께 끝났고, 빅토리아 여왕은 영국의 왕위만 계승하여 64년간 재위하였다.
1877년 1월 1일부터 1901년 1월 22일까지 영국 국왕 최초로 인도 제국의 황제로 군림하였다. 엘리자베스 2세에 이어 가장 오랜 기간 재위한 영국 군주이며, 1887년 1월 20일, 재위 50주년을 기념하는 골든 주빌리를 치뤘고 1897년 6월 20일에는 재위 60주년을 기념하는 다이아몬드 주빌리가 거행되었다.
빅토리아의 재위 기간은 ‘빅토리아 시대(Victorian era)’로 통칭하며 ‘해가 지지 않는 나라’로 불렸던 대영 제국 최전성기와 일치한다. 9명의 자녀들이 유럽의 여러 왕가 및 귀족 가문들과 혼인 관계를 맺었기 때문에 '유럽의 할머니'라고도 불린다.

## 생애

### 즉위 이전

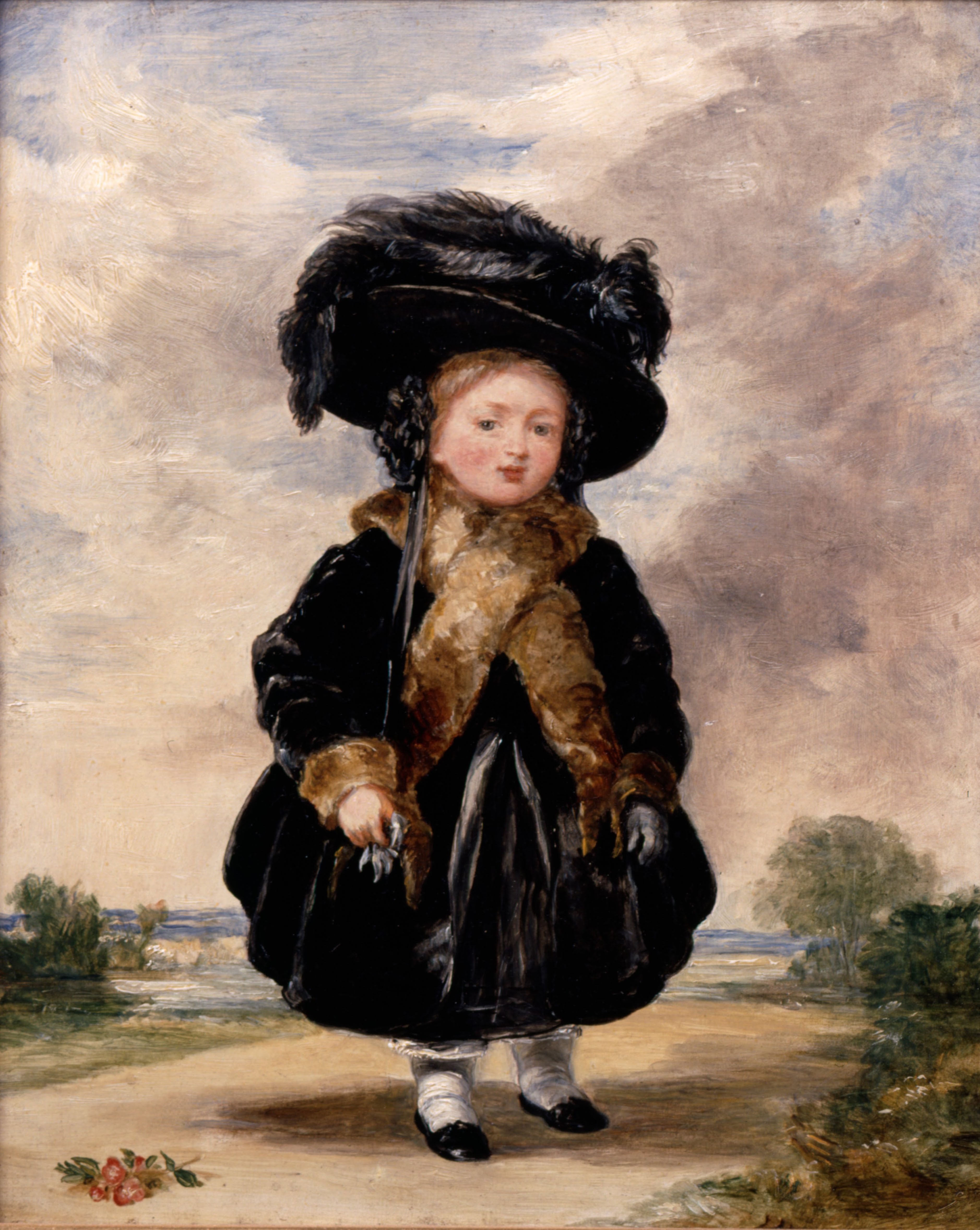
어린시절의 빅토리아 (1823년)

빅토리아는 1819년 5월 24일 런던의 켄징턴 궁전에서 켄트와 스트래선 공작 에드워드와 작센코부르크잘펠트 공녀 빅토리아 사이에서 외동딸로 태어났다. 그가 태어난 이듬해 아버지가 일찍 세상을 떠나자, 그는 자신의 어머니와 연인 관계였던 아일랜드 출신의 존 코로이 밑에서 자라게 되었다. 당시 아버지의 빈 자리를 외숙부이자 종형부(從兄夫)인 레오폴드가 채워주고 있었다. 빅토리아와 레오폴드의 관계는 레오폴드가 1831년에 벨기에의 왕으로 선출되어 떠날 때까지 지속되었다.

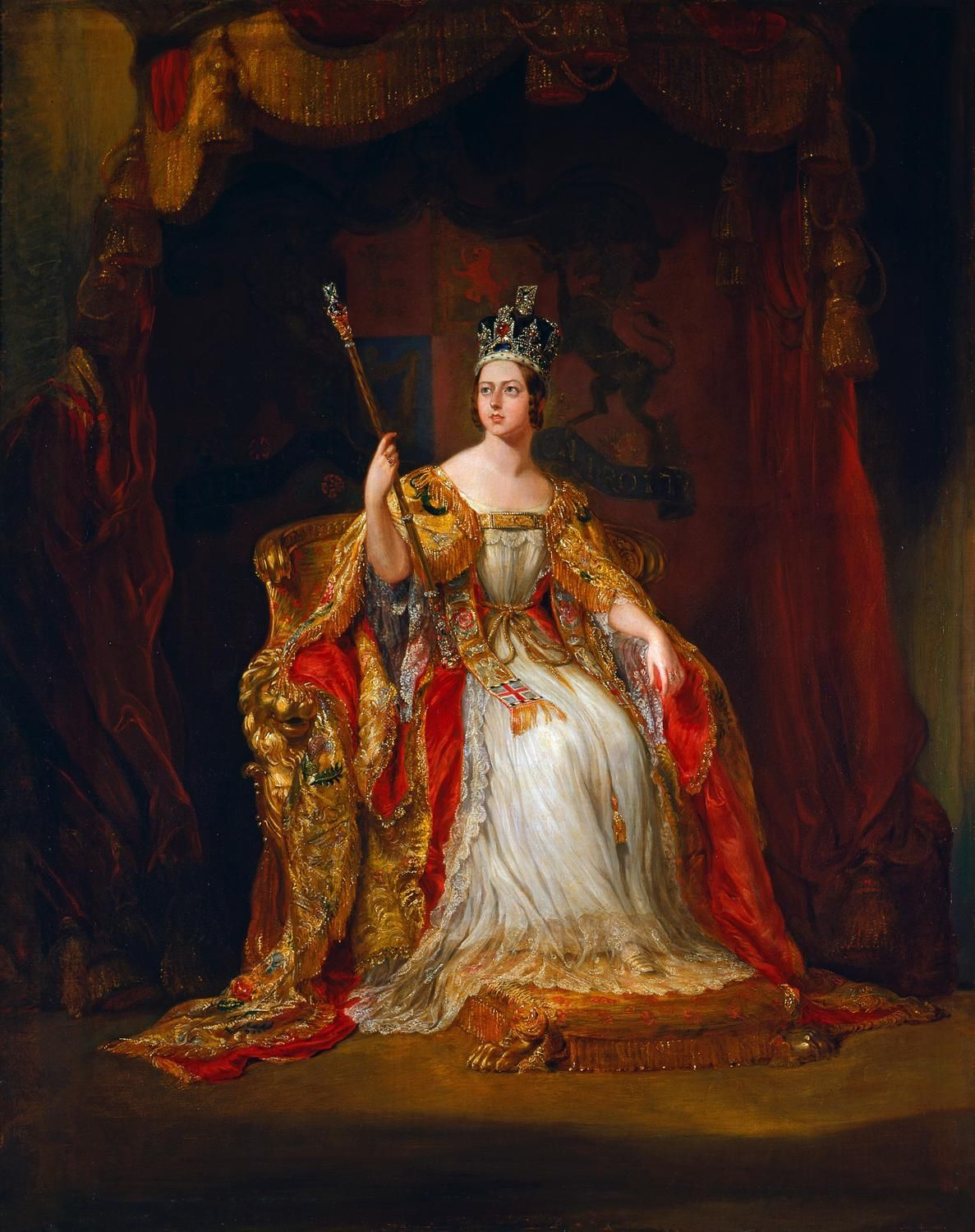
1837년 즉위식 당시의 빅토리아 여왕

사실 빅토리아는 원래 왕위 계승과는 거리가 멀었지만, 할아버지 조지 3세의 직계 혈통이 끊어지면서 왕위에 오르게 되었다. 조지 3세는 15명의 자녀를 두었으나 조지 4세의 유일한 적통 샬럿 오거스타 공주가 1818년에 죽자, 그의 직계손 중에는 왕위를 계승할 사람이 없게 되어, 그와 가장 가까운 친척이었던 빅토리아가 추정 상속인이 되었고, 사실상 윌리엄 4세의 사후 즉위가 확실시 되었다. 왕실은 켄트 공작 부인의 연금을 두 배로 높이고 빅토리아의 양육비로 3만 파운드를 지급했다.
빅토리아가 추정 상속인이 되자, 존 코로이는 빅토리아의 어머니와 합세해서 빅토리아를 친가 쪽 사람들과 어울리지 못하게 고립시키고, 자신의 영향력 아래 두어 장차 자신이 정치를 좌지우지하기 위해 온갖 술수를 부렸다. 빅토리아의 어머니 역시 빅토리아를 차기 왕으로 내세워 독일인이자 과부라는 이유로 위태로운 자신의 정치적 영향력을 강화하려고 하였다. 이러한 두 사람의 왕위에 대한 지나친 집착은 빅토리아에게는 큰 부담감으로 다가왔고, 그로 인해 빅토리아는 점차 어머니한테서 멀어져 사사건건 충돌하며 갈등을 빚게 되었으며, 왕위에 오른 뒤에도 결코 어머니를 용서하지 않았다.
빅토리아의 어머니는 하노버에서 루이즈 레젠 선생을 초빙해 빅토리아에게 읽고쓰는 법을 가르쳤다. 빅토리아는 독일어, 이태리어, 라틴어 등의 외국어 및 음악과 미술을 배웠으며 체스터 부주교에게서 기독교의 역사도 배웠다. 영리했던 빅토리아는 배우는 것이 빨랐지만 어머니의 모국어인 독일어가 유창했던 것에 비해 영어는 그만큼 잘하지 못했다. 빅토리아는 자신의 인형들에 이름을 붙이고 번호를 매겨 위치를 정해두어 하녀들이 임의로 움직이지 못하게 했다.
1837년 빅토리아가 18살 생일을 맞은 뒤 26일 만에 셋째 백부인 윌리엄 4세가 서거하고 그의 뒤를 이어서 빅토리아는 즉위하였고, 하노버 왕가가 여성의 상속권을 인정하지 않았으므로 그의 즉위와 동시에 조지 1세 때부터 계속된 영국과 하노버의 동군 연합 관계는 끝나게 되고, 그는 영국 왕위만을 계승하였다. 캔터베리 대주교 윌리엄 하울리가 빅토리아를 찾아가 차기 왕으로 내정됨을 알렸고, 빅토리아는 그대로 무릎을 꿇고 성서를 펼친 뒤 “주님, 제가 영국의 왕이 되면 당신의 말씀대로 통치하게 해주소서”라고 기도하였다고 한다. 1838년 대관식을 거행하였다.

### 즉위 이후
즉위 후 빅토리아는 일단 버킹엄 궁전으로 들어가, 어머니를 자신의 거처에서 멀리 떨어진 방으로 쫓아내고 코로이도 연금을 주어 퇴직시켰다. 외숙부인 레오폴트도 정치에 간섭하지 말라는 내각의 정중한 경고를 받았다. 마침내 혼자가 된 빅토리아는 난생 처음 얻은 자유를 마음껏 즐겼다.

#### 즉위 당시 영국 사회
당시 영국은 프랑스와의 전쟁이 끝난 후 불어닥친 경제공황의 늪에서 헤어나오지 못하고 있었다. 특히 1832년 선거법 개정으로 중산층에도 선거권이 주어지자, 이에 영향을 받은 노동자들이 헌장을 선포하고 자신들의 권익들이 관철되기를 요구하였다. 이를 차티스트 운동(Chartism)이라고 하는데, 노동운동의 방법이 러다이트 운동(생산도구인 기계파괴를 통해 자본가와 투쟁함으로써 생존권을 존중받고자 한 노동운동)등의 과격한 방법에서 정치참여를 통한 영향력 행사라는 온건한 방법으로 바뀌었다는 의미를 갖고 있는 사건이다. 빅토리아는 그런 민중들의 모습들을 보고 자신이 무엇을 해야 할지 깨달았다. 그런 까닭에 왕으로서의 집무가 시작되자마자 매일 1시간 이상을 멜버른 수상을 만나 자신이 해야 할 일들을 익혀 나갔다.

#### 위기
빅토리아 치세의 첫 번째 위기는 1839년에 두 차례 있었다. 둘 다 빅토리아의 정치적 당파심 때문에 생겨난 위기였다.
첫번째 위기인 ‘헤이스팅스 사건’의 발단은 이러하다. 자유주의적인 휘그당을 열렬히 지원하던 빅토리아는 보수성격이 강한 토리당과 관련 있는 궁중 시녀 플로라 헤이스팅스에 대하여 늘 못마땅하게 여기고 있었다. 빅토리아는 그녀에게 임신했다는 혐의를 씌워 강제로 의사의 진단을 받게 했다. 만약 임신이 확인된다면 그녀를 쫓아낼 수 있기 때문이다. 진단 결과 왕의 오해였다는 사실로 밝혀졌는데, 문제는 뒷공론이 무성했다는 것이다. 그런데 공교롭게도 그 해 말에 플로라가 뜻밖의 질병으로 죽자, 훨씬 더 험악한 유언비어가 유포되기 시작했다. 이로 인해 사람들의 왕에 대한 지지는 순식간에 사라져버렸다.
또 한 차례의 위기는 ‘침실 위기’로 불린다. 1833년 윌리엄 윌버포스 등의 국회의원들이 펼친 노예 제도 반대 운동의 결실인 노예 해방령을 거부한 자메이카는 영국의 자치령이 되지 못하고 있었다. 그러나 이곳이 플랜테이션 경작지로 각광을 받자 멜버른은 이곳에 자치권을 주려 하였다. 그러나 1839년 5월 그 안건이 5표 차이로 부결되면서 그도 수상의 자리에서 물러나게 되었다. 새로이 당선된 수상은 보수당(토리당의 후신) 당수인 로버트 필이었다. 그는 반대 정파인 휘그당원 일색인 왕의 시녀들이 왕의 침실 근처에 있는 한 공평한 정치가 이루어질 수 없다고 보고 이들을 모두 쫓아내야 한다고 주장했다. 빅토리아는 멜버른의 격려를 받아 단호히 이 요구를 거부했다. 필은 수상직을 포기했고, 멜버른이 다시 그 자리에 임명되었다.

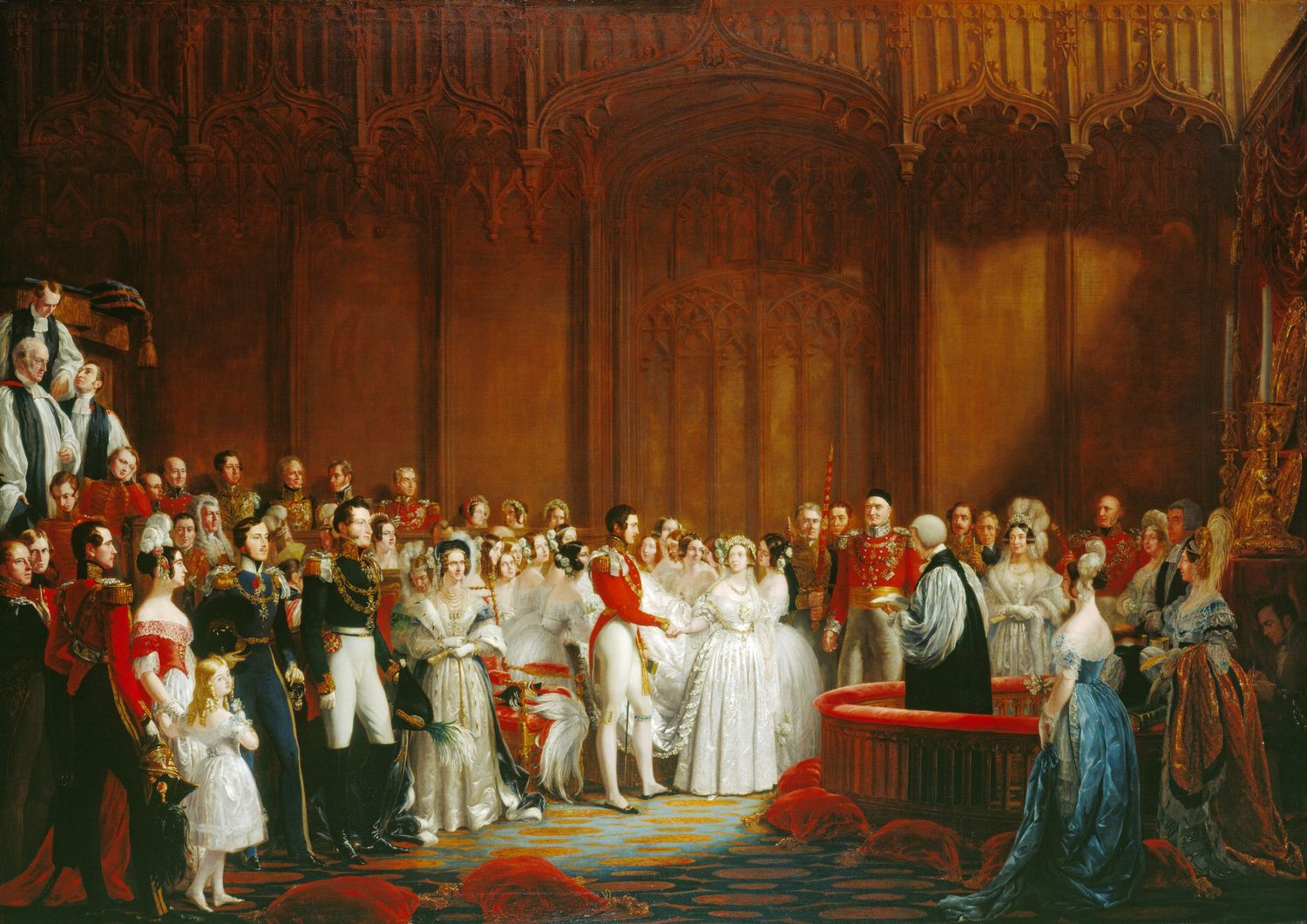
빅토리아와 앨버트의 결혼식

#### 결혼
빅토리아가 대관식이 있고 얼마 지나지 않아 혼사 문제가 거론되었다. 그녀의 배우자로 1순위에 오른 인물은 빅토리아의 외사촌이며 독일계 왕족인 작센-코부르크-고타의 앨버트 공작이었다. 그가 영국을 방문하기 위해 윈저 궁전에 도착한 지 불과 5일 뒤인 1839년 10월 15일, 빅토리아는 앨버트의 외모와 인품에 매혹되어 사랑에 빠지게 되었다. 빅토리아와 앨버트는 1840년 2월에 결혼을 하였다. 앨버트 공작은 빅토리아의 인생에 가장 큰 영향을 미친 인물이 되었다. 그는 자신의 훌륭한 정치적 조언자인 남편을 깊이 사랑하고 신뢰하였으며, 1861년 남편의 사망으로 큰 충격을 받아 국무에 손을 떼고 한동안 두문불출하기도 하였다. 남편 앨버트 공도 아내를 사랑하여, 아내가 사람들로부터 사랑과 존경심을 받는 국가 지도자가 될 수 있도록 조언을 아끼지 않았다.
빅토리아는 앨버트와의 사이에 4남 5녀를 두었으며 대부분의 자녀들이 유럽의 주요 왕족과 결혼하여 말년에는 '유럽의 할머니(the grandmother of Europe)'로 불렸다.

#### 친구
1861년 남편의 죽음으로 한동안 침울했던 빅토리아는 시종 존 브라운(John Brown)과 급속도로 친밀해진다. 왕이 시종과 사랑에 빠졌다는 소문이 돌았고, 세간의 시선은 곱지 않았다. 존 브라운과 비밀리에 결혼했다는 소문은 신빙성이 없는 것으로 여겨지나, 왕이 임종 전에 관 속에 존 브라운의 머리카락, 반지, 사진 등을 넣어달라고 당부한 것으로 보아 얼마나 친밀한 관계였는지 알 수 있다. 왕은 브라운이 죽은 후 인도인 시종 압둘 카림(Abdul Karim)과 비슷한 친밀한 관계를 유지했다.

#### 서거
빅토리아 여왕은 2차 보어 전쟁이 한창 진행되던 1901년 1월 22일 82세의 나이로 사망하였다. 그녀는 하노버 왕조의 마지막 군주였으며 그녀가 죽고 나서 현재 윈저 왕조의 전신인 삭스-코버그-고타 왕조(작센-코부르크-고타의 영어식 발음)가 시작되었다. 빅토리아 여왕과 앨버트 공작의 장남인 에드워드(에드워드 7세)가 왕위를 물려받았다.
- 14세의 빅토리아 (1833년)
- 24세의 빅토리아 (1843년)
- 40세의 빅토리아 (1859년)
- 56세의 빅토리아 (1875년)
- 80세의 빅토리아 (1899년)

## 외교

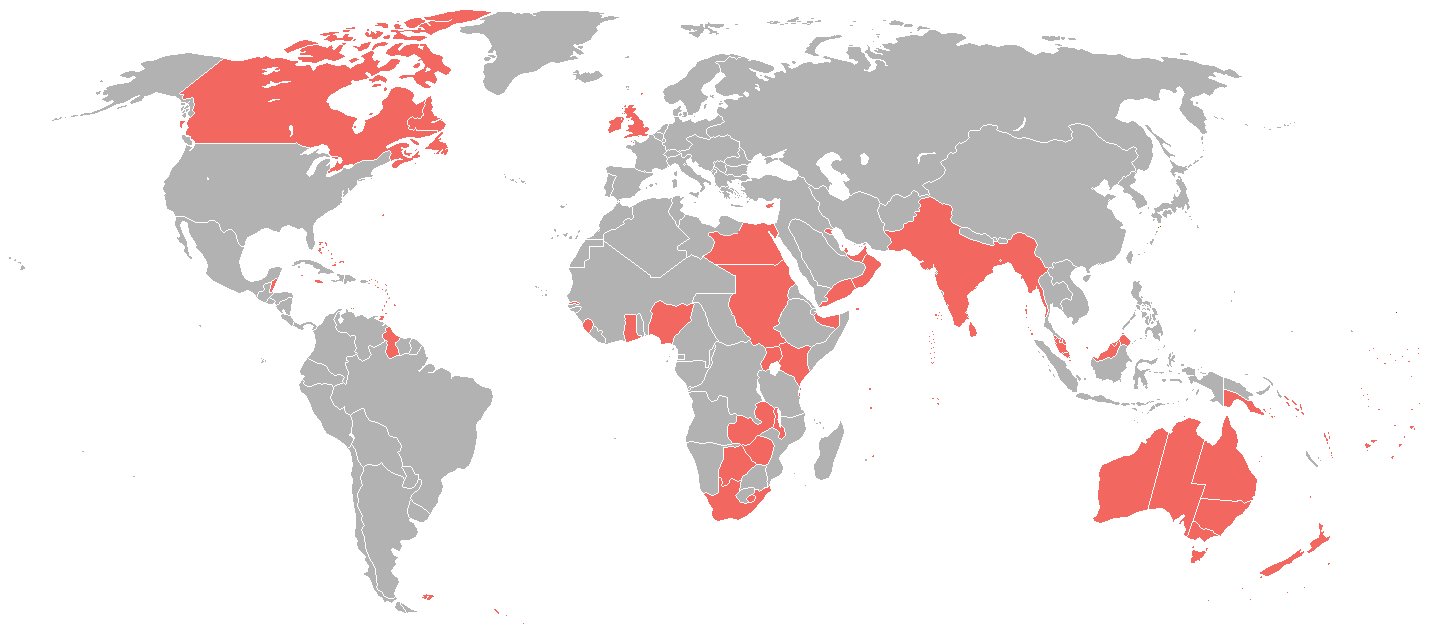
빅토리아 시대 영국의 해외영토 (1898년)

### 제국주의의 가속화

#### 해가 지지 않는 나라
빅토리아 시대의 영국은 다른 국가들과 마찬가지로 제국주의를 가속화하여 영토확장에 전력을 쏟았다. 이로 인해 영국은 여러 대륙에 걸쳐 식민지를 확보하고 식민제국을 수립하여 '해가 지지 않는 나라(The empire on which the sun never sets)'라는 별명을 얻었다. 빅토리아의 통치 기간 동안 영국의 영토는 세계 전체 대륙의 4분의 1을 확보하였고 4억명의 인구를 보유한 대제국이 되었다.

#### 확보한 해외 영토
빅토리아 여왕의 재위 시기에 다음 지역들이 영국의 해외 영토가 되었고, 빅토리아는 식민제국의 군주로 군림하였다.
| 빅토리아 시기에 병합된 영국의 해외영토 | 빅토리아 시기에 병합된 영국의 해외영토 | 빅토리아 시기에 병합된 영국의 해외영토 | 빅토리아 시기에 병합된 영국의 해외영토 |
| 아시아 | 중동 · 아프리카 | 태평양 · 인도양 | 아메리카                               |
| --- | --- | --- | -------------------------------------- |
| - 아프가니스탄 (1839년 - 1842년) - 영국령 홍콩 (1841년 - 1997년) - 사라왁 왕국 (1841년 - 1946년) - 라부안 직할령 (1848년 - 1946년) - 인도 제국 (1858년 - 1947년) - 주룽 반도 (1860년 - 1997년) - 영국령 보르네오 (1874년 - 1963년) - 브루나이 (1888년 - 1984년) - 말레이 연방 (1895년 - 1946년) - 웨이하이 (1898년 - 1930년) | - 바수톨란드 (1868년 - 1966년) - 키프로스 (1878년 - 1960년) - 이집트 (1882년 - 1922년) - 영국령 소말릴란드 (1884년) - 우간다 (1890년 - 1972년) - 오만 (1891년 -1971년) - 영국령 중앙아프리카 (1891년 - 1907년) - 스와질랜드 (1893년 - 1968년) - 영국령 동아프리카 (1895년 - 1920년) - 수단 (1899년 - 1965년) | - 뉴질랜드 (1841년 - 1907년) - 피지 (1874년 - 1970년) - 영국령 서태평양 (1877년 - 1976년) - 파푸아뉴기니 (1883년 - 1975년) - 크리스마스섬 (1888년) - 쿡 제도 (1888년 - 1901년) - 토켈라우 (1889년 - 1948년) - 길버트 엘리스 제도 (1892년 - 1979년) - 솔로몬 제도 (1893년 - 1978년) - 오스트레일리아 (1900년) - 통가 (1900년 - 1974년) - 니우에 (1900년 - 1974년) | - 영국령 캐나다 (1867년 - 1931년)      |

### 대아시아 정책

#### 아편전쟁
18~19세기 유럽에서는 청나라의 도자기와 차(茶), 비단 등이 큰 인기를 끌었고, 청은 이 물건들을 교역하여 유럽으로부터 수많은 은(銀)을 확보하였는데 당시 청나라는 지정은제를 도입하여 은을 화폐로 사용하였기 때문이다. 영국은 청나라와의 교역에서 무역 적자가 이루어지자 밀무역을 통하여 동인도 회사를 통해 다량의 아편을 지속적으로 중국에 유입시켰다. 청나라는 1729년 아편금지령을 실시했으나 이후 100여년간 아편은 대량으로 끊임없이 유입되어 백성들의 아편중독이 심각한 사회문제가 되었다.
청나라 황제 도광제가 임칙서를 광저우에 특사로 파견하여 아편을 몰수하고 불태우자 영국에서는 청나라와의 개전론이 들끓었다. 1840년 6월, 여당인 휘그당의 파머스턴 내각은 앨리어트를 특사로 하여 군함과 병력을 이끌고 청나라를 침략하여 아편전쟁이 시작되었다. 1842년 난징조약을 체결하여 중국의 문호를 개방하였다. 이 전쟁의 결과 중국의 반식민지화가 가속되고 홍콩이 영국에 할양되었다.

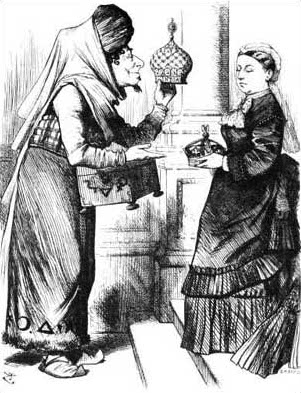
인도 제국의 황제가 되길 바라는 빅토리아 여왕의 모습을 풍자한 만평 (1876년 4월 15일)

#### 중국의 반식민지화
아편전쟁을 이끈 파머스턴이 수상이 되면서 빅토리아 시대의 대아시아 정책에 있어서 중국과 인도는 영국의 영토확장정책에 가장 중요한 거점국가가 되었다. 크림전쟁으로 동맹관계에 있던 프랑스와 연합하여 1856년 제2차 아편전쟁을 개시하였다. 청나라와 영국, 프랑스간의 톈진 조약이 체결되었으나 조약 불이행을 이유로 영프 연합군은 1860년 8월 북경을 점령하였다. 이로 인해 베이징 조약이 체결되어 중국은 막대한 전쟁배상금과 태평천국의 난을 비롯한 내우외환에 시달렸으며 영국은 청과의 조약 체결이행과 이권 확보를 위해 청나라 정부를 지지하여 태평천국운동을 진압하였으며 은 200만냥을 획득하였다. 동시에 통치권을 상실한 청나라 남부 연안의 전역을 방위하는 목적으로 군대를 파견하여 통치하였다.

#### 인도 제국의 성립
18세기에 들어서면서 인도의 무굴 제국은 전성기를 지나 쇠퇴의 길로 들어섰다. 심각한 재정난으로 과세를 징수하였고, 제국 내에 여러 종교와 민족들을 통합하지 못한 채 이들의 분열이 지속되었다. 무굴 제국에 반대하는 인도 각 지역을 영국과 프랑스가 각각 지원하면서 대리전의 양상을 띠다가, 영국은 프랑스를 몰아내고 서서히 인도의 일부 지역을 지배하게 되었다.

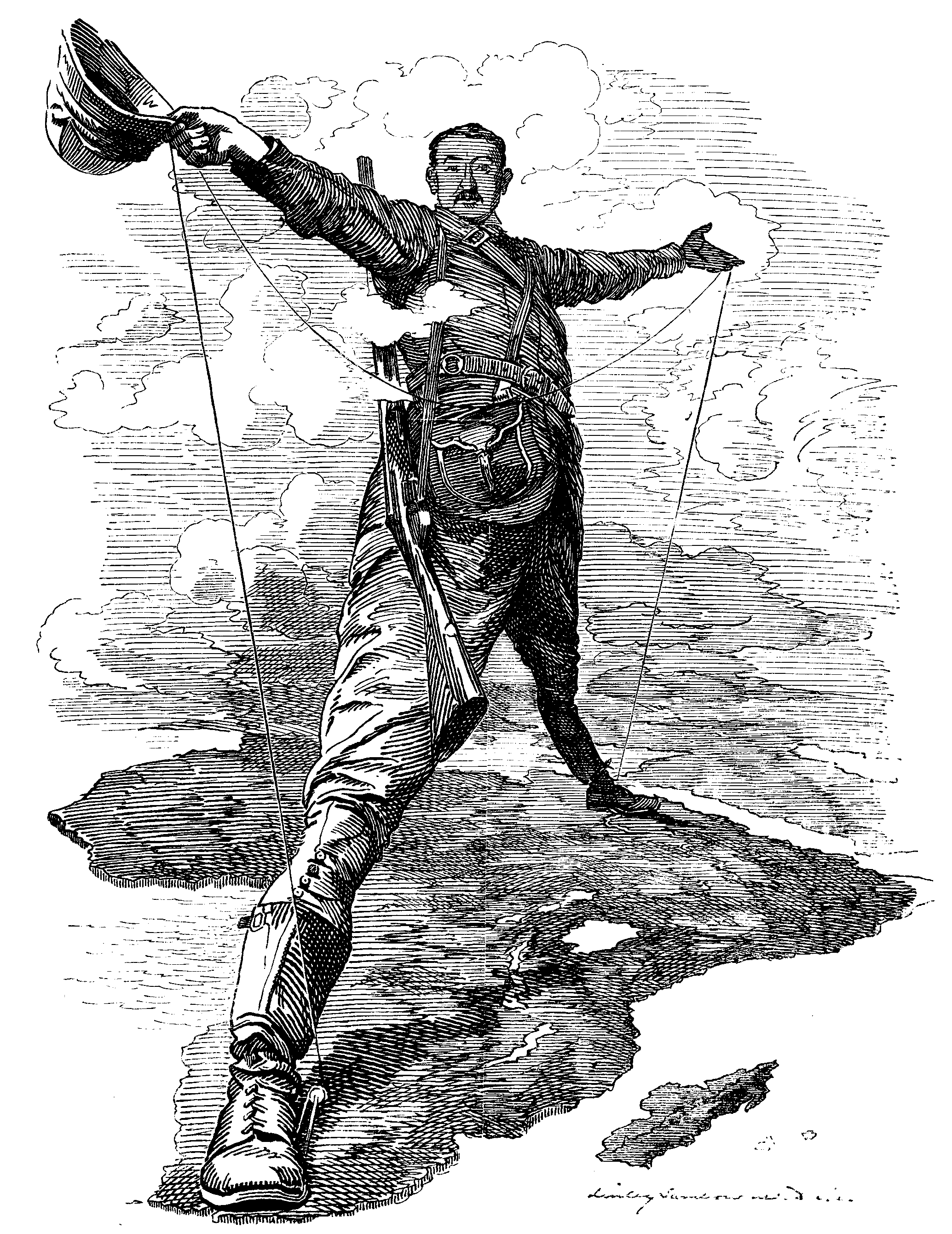
영국의 식민지 총독인 세실 로즈. 영국의 대아프리카 정책을 풍자하고 있다

빅토리아 시대의 영국 정부는 동인도 회사를 통해 자국의 면직물에 대한 관세는 낮추고 인도산 면직물의 관세를 높이거나, 인도인들을 착취하였기 때문에 인도내에 반영감정이 고조되었다. 이 결과 1857년 세포이의 항쟁이 발생하였고, 영국은 이를 진압함과 동시에 무굴 제국의 바하두르 샤 2세를 퇴위시키고 제국을 멸망시켰다. 1858년 인도 제국(Indian Empire)을 세워 인도를 영국의 직접 통치를 받는 식민제국에 편입시켰다. 1877년 1월 1일부터 빅토리아 여왕은 영국 국왕 뿐만 아니라 인도의 황제를 겸하였다.

### 대아프리카 정책

#### 3C 정책
빅토리아 시대의 영국은 19세기 후반부터 3C 정책을 추진하여 이집트의 카이로(Cairo), 남아프리카의 케이프타운(Capetown), 인도의 캘커타(Calcutta)를 거점으로 하는 식민정책을 취하였다. 세 도시의 머리글자가 모두 C로 시작하여 3C 정책(3C Policy)라고 한다. 이집트에서의 지배권을 강화한 영국은 카이로에서 케이프타운까지 아프리카 대륙을 종단하여 지역지배를 강화하려 하였으나 서아프리카를 영토화하여 식민지배를 강화하던 프랑스의 횡단정책과 충돌하여 1898년 파쇼다 사건이 발생하였다.
또한 아프가니스탄과 중앙아시아로 남진을 꾀하는 러시아의 남진정책과도 충돌하여 여러 차례 협상이 이루어졌고 독일의 대외정책인 3B 정책과도 충돌하였으나 협상이 결렬되었다. 이런 지속적인 영토확장 갈등의 결과 제1차 세계대전이 야기되었다.

## 평가

### 정치
빅토리아는 강하고 소박하며, 정직한 성격으로 내각의 보고서를 한 자, 한 구절까지 면밀히 검토하는 성실한 왕이었다. 선거법 개정, 아프가니스탄 전쟁, 중국과의 전쟁, 아일랜드 문제, 초등 교육법, 크림 전쟁, 남아프리카 전쟁 등 국내외의 중대한 문제들을 교묘하고 과단성 있게 해결하여 제국의 번영을 실현시켜 국민의 절대적인 지지와 존경을 받았다. 19세기 대영 제국이 번영하는 데 큰 공을 세운 왕으로, 그녀가 정치를 하는 동안 영국은 사상 최고의 번영을 누렸다.

### 가정
빅토리아는 입헌 군주로서 ‘군림하되 통치하지 않는다’는 원칙에 따랐기 때문에 현실 정치에 미친 영향은 미미하였으나, 당시 영국 사회에 널리 퍼진 여왕의 화목한 가정에 대한 이미지는 19세기 빅토리아 시대의 엄격한 도덕주의의 상징이 되었다. 실례로 영국의 성공회 작가인 C.S.루이스가 쓴 《순전한 기독교》에서는 보수적인 성 문화를 빅토리아 시대의 성 문화에 빗대고 있다. 20세기 후반 내내 미국 문화가 무분별하게 범람했던 것을 정화하는 차원에서 영국의 빅토리아 시대 문화가 새로운 대안으로 거론될 수도 있다는 의견도 있었다.

### 영향
그녀는 영국에서 가장 사랑받은 군주들 가운데 하나였으며 그녀의 이름은 런던에 있는 빅토리아 앨버트 미술관, 짐바브웨와 잠비아 사이의 빅토리아 폭포를 비롯한 영국과 영국의 식민지였던 나라들의 지명과 건축물의 이름으로 남아 있다. 또한 오늘날 남아있는 유럽 군주들의 대부분은 여왕의 자손들이다.
흔히 '빅토리아 여왕'이라고 하면 좁은 뜻으로는 당연히 왕 자신을 의미하지만, 넓은 뜻으로는 빅토리아 시대의 레이디, 빅토리아 스타일의 레이디를 통틀어 의미하기도 한다.

## 직함
- 1819년 5월 24일 ~ 1837년 6월 20일 : 켄트의 빅토리아 공녀 전하
- 1837년 6월 20일 ~ 1901년 1월 22일 : 여왕 폐하

## 혈우병
빅토리아 여왕은 혈우병 보인자였는데, 혈우병은 출혈시 혈액을 응고시켜주는 혈소판의 혈액응고인자가 부족하여, 한번 다쳤을 경우 피가 잘 멎지 않는 병이기 때문에 비교적 약한 타격으로도 출혈이 발생할 경우 생명이 위태로운 병이다. X 염색체의 유전적 요인으로 인해 발병하며, 이 병이 유전되어 태어났을 경우, 대개 남성에게서 발현하며, 여성은 보인자인 경우로 그친다.
빅토리아 여왕의 9명의 자녀중, 둘째 딸인 앨리스 공주와, 넷째 아들인 레오폴드 공작, 막내 딸인 베아트리스 공주가 혈우병 보인자로 태어났다.

### 앨리스 공주
빅토리아의 둘째 딸인 앨리스 공주는 혈우병 보인자로 태어났는데, 그녀의 넷째 딸인 알렉산드라 역시 외할머니 빅토리아와 어머니로 앨리스 공주로부터 혈우병 보인자로 태어났다. 알렉산드라는 러시아의 니콜라이 2세와 결혼하여 러시아의 황후가 되었다. 이후 알렉산드라 황후는 1남 4녀를 낳았는데, 그 중 넷째 딸인 아나스타샤 공주와 외아들 알렉세이 황태자에게서 혈우병이 발현하였고, 남성인 알렉세이만 혈우병을 앓게 되었다. 알렉산드라 황후는 아들의 혈우병에 굉장히 예민하였고 요승 라스푸틴을 궁정에 불러들여 아들의 병을 기도하는 주술행위를 하는 등 러시아의 재정을 고갈시켰다. 결국 러시아는 혁명으로 제정이 붕괴되고 니콜라이 2세와 황후 알렉산드라는 폐위되었으며 이후 처형되었다.

### 레오폴드 왕자
빅토리아의 넷째 아들인 레오폴드 공작 역시 혈우병을 앓았는데, 남성이었기 때문에 보인자임과 동시에 본인 스스로도 혈우병으로 인해 서른 살의 나이에 사망하였다. 레오폴드 공작 사망 당시에 그에게는 생후 1년된 딸 알리스(1883년~1981년)가 있었는데, 알리스 역시 아버지로부터 혈우병을 물려받았지만 여성이기에 발현되지 않고 보인자로 남았으나, 알리스의 아들인 테크의 루퍼트(1907년~1928년) 왕자가 혈우병을 앓았으며 1928년 4월 15일, 프랑스 파리에서 교통사고로 출혈이 발생하여 사망하였다.

### 베아트리스 공주
빅토리아의 막내 딸인 베아트리스 공주 역시 혈우병 보인자로 태어났다. 베아트리스 공주는 3남 1녀를 낳았는데 이중 장녀인 빅토리아 유제니 공주와 차남 레오폴드, 삼남 모리스가 베아트리스 공주로부터 혈우병을 물려받았다. 차남 레오폴드는 혈우병을 앓았고 1922년 수술 도중 출혈로 사망하였다.
장녀 빅토리아 유제니는 스페인의 알폰소 13세와 결혼하였는데, 그녀의 장남 알폰소와 막내 아들 곤살로에게 혈우병이 유전되었고, 곤살로는 1934년 누나와 함께 비교적 가벼운 교통사고를 당하였는데 곤살로 본인만 복부의 내출혈로 인해 사망하였다. 장남인 알폰소 또한 1938년 미국 마이애미에서 자동차 운전 중 전화부스에 충돌하였는데, 심한 외상이 아니었음에도 불구하고 피가 멎지 않아 사망하였다.

## 가족 관계

### 배우자
| 부군 | 사진 | 이름                                                             | 출생            | 사망             | 기타                                  |
| ---- | ---- | ---------------------------------------------------------------- | --------------- | ---------------- | ------------------------------------- |
| 부군 |      | 작센코부르크고타의 앨버트 Prince Albert of Saxe-Coburg and Gotha | 1819년 8월 26일 | 1861년 12월 24일 | - 1840년 2월 10일 결혼 - 슬하 4남 5녀 |

### 자녀
빅토리아는 알버트 공과의 사이에서 4남 5녀를 낳았는데, 자녀들은 각각 독일, 루마니아,  유고슬라비아, 러시아, 덴마크, 스웨덴, 노르웨이, 그리스, 스페인 왕실과 혼인하였다.
| -    | 사진 | 이름                                                                   | 출생             | 사망             | 유럽 왕실과의 관계 |
| ---- | ---- | ---------------------------------------------------------------------- | ---------------- | ---------------- | --- |
| 장녀 |      | 프린세스 로열 빅토리아 Victoria, Princess Royal                        | 1840년 11월 21일 | 1901년 8월 5일   | - 배우자 : 프리드리히 3세 - 슬하 4남 4녀 - 독일의 황후 - 장남 : 독일 황제 빌헬름 2세 - 3녀 : 그리스 왕비 소피아 (콘스탄티노스 1세의 왕비) - 외손자 : 그리스 국왕 요르요스 2세, 알렉산드로스, 파블로스 - 외손녀 : 루마니아 왕비 엘레니 (카롤 2세의 왕비)               |
| 장남 |      | 에드워드 7세 King Edward VII                                           | 1841년 11월 9일  | 1910년 5월 6일   | - 배우자 : 덴마크의 알렉산드라 - 슬하 3남 3녀 - 2남 : 영국 국왕 조지 5세 - 증손녀 : 엘리자베스 2세 - 3녀 : 노르웨이 왕비 메우드 (호콘 7세의 왕비) - 외손자 : 노르웨이 국왕 울라프 5세                                                                                 |
| 2녀  |      | 앨리스 공주 Princess Alice                                             | 1843년 4월 25일  | 1878년 12월 14일 | - 배우자 : 루트비히 4세 폰 헤센 대공 - 슬하 2남 5녀 - 장녀 : 빅토리아 공녀 - 외증손자 : 애든버러 공작 필립 - 사위 : 바텐베르크 공자 루이스 - 4녀 : 러시아 황후 알렉산드라 표도로브나 - 사위 : 러시아의 니콜라이 2세                                                   |
| 2남  |      | 에든버러 공작 알프레드 Alfred, Duke of Edinburgh                       | 1844년 8월 6일   | 1900년 7월 31일  | - 배우자 : 러시아의 마리야 알렉산드로브나 - 슬하 1남 4녀 - 장녀 : 루마니아 왕비 마리아 - 사위 : 루마니아 국왕 페르디난트 1세 - 외손자 : 루마니아 국왕 카롤 2세 |
| 3녀  |      | 헬레나 공주 Princess Helena                                            | 1846년 5월 25일  | 1923년 6월 9일   | - 배우자 : 크리스티안 폰 슐레스비히홀슈타인 - 슬하 3남 2녀 |
| 4녀  |      | 아가일 공작 부인 루이즈 Princess Louise                                | 1848년 3월 18일  | 1939년 12월 3일  | - 배우자 : 제9대 아가일 공작 존 캠벨 - 자녀 없음 |
| 3남  |      | 코넛스트래선 공작 아서 Prince Arthur, Duke of Connaught and Strathearn | 1850년 5월 1일   | 1942년 1월 16일  | - 배우자 : 프로이센 공주 루이제 마르가레타 - 슬하 1남 2녀 - 장녀 : 코넛 공녀 마거릿 - 사위 : 스웨덴 국왕 구스타프 6세 - 외손자 : 구스타프 아돌프 - 외증손자 : 현 스웨덴 국왕 칼 16세 구스타프 - 외손녀 : 덴마크의 왕비 잉리드 - 외증손녀 : 덴마크 여왕 마르그레테 2세 |
| 4남  |      | 올버니 공작 레오폴드 Prince Leopold, Duke of Albany                    | 1853년 4월 7일   | 1884년 3월 28일  | - 배우자 : 올버니 공작부인 헬레네 - 슬하 1남 1녀 - 장남 : 찰스 에드워드 - 외증손자 : 현 스웨덴 국왕 칼 16세 구스타프 |
| 5녀  |      | 베아트리스 공주 Princess Beatrice                                      | 1857년 4월 14일  | 1944년 10월 26일 | - 배우자 : 하인리히 폰 바텐베르크 - 슬하 3남 1녀 - 장녀 : 스페인 왕비 빅토리아 에우헤니아 - 사위 : 스페인 국왕 알폰소 13세 - 외증손자 : 스페인 국왕 후안 카를로스 1세                                                                                                 |

## 갤러리
- 빅토리아 여왕의 대관식 (1837년)
- 셋째 아들 아서를 안고 있는 빅토리아 (1851년 5월)
- 막내딸 베아트리스를 안고 있는 빅토리아 (1862년)
- 1897년 다이아몬드 주빌리에 참석한 재위 60주년을 맞은 빅토리아
- 빅토리아 여왕 4대가 함께 모인 사진 (손자 조지 5세, 빅토리아, 증손자 에드워드 8세, 아들 에드워드 7세. 1898년 촬영)